# Mads Lange (redaktør)
 Der er flere personer med dette navn, se Mads Lange.
Mads Lange (født 1962) er en dansk journalist, der er chefredaktør for Euroman.
Lange er uddannet cand.comm. med sidefag i historie fra Roskilde Universitet. Han har tidligere været barchef og billedredaktør på Billedbureauet 2. Maj og Dagbladet Information. Siden 1998 har han været ansat på Euroman.
Han er søn af historiker Ole Lange.